# ميلومير ستاكيتش
ميلومير ستاكيتش (من مواليد 19 يناير 1962 في ماريتشكا، برييدور، البوسنة والهرسك) مجرم حرب من صرب البوسنة والهرسك الذي اتهم بالإبادة الجماعية والتواطؤ في الإبادة الجماعية وانتهاكات أعراف الحرب والجرائم ضد الإنسانية من قبل المحكمة الجنائية الدولية يوغوسلافيا السابقة على أفعاله في منطقة برييدور خلال حرب البوسنة والهرسك.
في انتخابات عام 1991 أصبح نائب رئيس مجلس برييدور البلدي كعضو في الحزب الديمقراطي الصربي. وسرعان ما أسس حكومة الظل الصربية الموازية في المنطقة. واجه ثماني تهم في المجموع تتراوح بين الإبادة الجماعية والقتل الجماعي والترحيل والاضطهاد في شكل تدمير القرى المحلية وكذلك المساجد والكنائس الكاثوليكية. وأدين في النهاية بارتكاب خمس تهم وبُرئ من ثلاث تهم بالإبادة الجماعية. وقضت المحكمة: «على الرغم من النمط الشامل للأعمال الوحشية ضد غير الصرب في برييدور لم تجد المحكمة أن هذه قضية إبادة جماعية بل هي قضية اضطهاد وترحيل وإبادة». وحُكم عليه بالسجن المؤبد والذي تم تخفيضه لاحقا إلى أربعين عام من خلال إجراءات الاستئناف.